# Andrei Ciobanu
Andrei Ciobanu est un footballeur roumain né le 18 janvier 1998 à Bârlad. Il joue au poste de milieu défensif avec le club du FC Voluntari.

## Biographie

### En club
Avec le Viitorul Constanța, il joue un match en Ligue Europa (tour préliminaire), lors de la saison 2018-2019.

### En sélection
Avec les moins de 17 ans, il participe aux éliminatoires du championnat d'Europe des moins de 17 ans 2015. À cette occasion, il délivre trois passes décisives, deux contre le Danemark, et une contre Andorre. Il officie par ailleurs comme capitaine lors des matchs contre la Slovénie et la Norvège.
Avec les espoirs, il délivre une passe décisive contre le Liechtenstein en juin 2017, lors des éliminatoires de l'Euro espoirs 2019. Il inscrit ensuite un but lors d'un match amical contre la Belgique en novembre 2018. Par la suite, en juin 2019, il participe au championnat d'Europe espoirs organisé en Italie. Lors de cette compétition, il joue seulement 21 minutes, à l'occasion de la demi-finale perdue contre l'Allemagne (défaite 4-2).

## Palmarès
- Champion de Roumanie en 2017 avec le Viitorul Constanța